# ادامان و نیکبار ایسلند (اتحادیه لاک سبها)
ادامان و نیکبار ایسلند (اتحادیه لاک سبها) (به انگلیسی: Andaman and Nicobar Islands (Lok Sabha constituency)) یک منطقهٔ مسکونی در هند است که در جزایر آندامان و نیکوبار واقع شده‌است.

## خصوصیات
ادامان و نیکبار ایسلند ۸٬۲۵۰ کیلومترمربع مساحت و ۳۷۹٬۹۴۴ نفر جمعیت دارد.